# Caiana
Caiana é um município brasileiro do estado de Minas Gerais. Sua população recenseada em 2022 pelo IBGE é de 5 304 habitantes.

## História
Em meados de 1819, surge o povoado que deu origem ao município de São Paulo do Muriaé, hoje denominado Muriaé. Ao ser dividido, Muriaé deu origem a vários outros, entre eles: Faria Lemos, Ubá, Tombos, Carangola e Espera Feliz. Em 1856, o coronel português, Manuel Francisco Pinheiro adquire de um “puri” – indígena habitante da região - uma gleba de 60 alqueires onde hoje está instalada a fazenda Bom Jardim. Ao fixar residência nessa localidade, traz consigo sementes de café e milho, que se tornaram culturas típicas da região. Leny Lopes Ferreira, moradora de Caiana, acredita que, por volta do ano de 1878, começou a formação do arraial de São João do Rio Preto.
A origem do povoado, segundo a tradição oral, se deu com a vinda de imigrantes, sobretudo os portugueses, que adquiriam terras e formavam fazendas. Entre esses imigrantes, vieram Antônio José Moreira (Moreirão), João Cabral de Almeida, irmãos Peixoto e Lacerda, juntamente com outras personalidades como Ângela Biondini (italiana), Sebastião Coelho, Francisco Manoel (Mané Chico), José Rienda Moraleida (filho de Dona Encarnação que era natural da Espanha), Leonino Rainha, Antônio Leandro, Antônio Romano, Agenor Carvalho, João Ignácio Ferreira, caboclo Rosa (da família Rosa, tradicional no município até os dias de hoje), família Valadão, família Gripp (origem alemã) e a família Lagares (origem italiana e tradicional na vida política da cidade - na figura de Nelsino Lagares) que passaram a cultivar a cana caiana e o café. Os engenhos de cana-de-açúcar eram movidos a água. Nestas fazendas havia também a produção açúcar mascavo, melado e rapadura, fabricada em tachos produzidos na fazenda. A moenda de milho para o fabrico de fubá e canjica era feita com a utilização de energia eólica, obtida através de moinhos de vento.
Com o ciclo do café, a partir da segunda metade do século XIX, vieram as máquinas para fazer a limpeza deste grão. Com a formação do povoado, essencialmente de origem européia, especialmente ibérica e, portanto, católica, em 1858 idealizou-se a criação de um fundo para a construção de uma Igreja, que seria instalada em uma porção de terra pertencente Esméria Toledo, moradora da região (bisavó de Jaime Toledo, atual militante político da região), que seria doada a São João Batista.
A partir da década de 1860 é possível notar um relativo desenvolvimento do povoado, a partir da construção da primeira igreja católica. Em 1925 o povoado foi elevado a condição de distrito de São João do Rio Preto, em 1938 foi desmembrado de Carangola, passando a pertencer a Espera Feliz, recebendo o nome de Caiana. Foi emancipado em 1962.

## Geografia
A população de Caiana é diversificada, própria da cultura interiorana mineira. O cultivo do café e a criação de gado, juntamente com os funcionários da prefeitura municipal são os geradores de renda do município. Bacia Hidrográfica na qual está inserido: Bacia do Rio Itabapoana. Principais rios: Rio São João, Rio Caparaó. Principal atividade econômica: Agricultura, em especial o plantio de café. Também esta cidade limita com os estados do Rio de Janeiro e o Espírito Santo.